# Codename: Outbreak
Codename: Outbreak  (aussi connu sous le titre Venom - Codename: Outbreak) est un jeu vidéo de tir à la première personne développé par GSC Game World et publié par Virgin Interactive en novembre 2001. Le joueur y contrôle une équipe de deux soldats devant lutter contre une invasion d’extra-terrestres, arrivés sur terre à la suite d'une pluie de météorites, capables de prendre le contrôle de leurs hôtes. La campagne solo du jeu est composée de quatorze missions dans lesquels le joueur contrôle un des deux soldats et peut donner des ordres à l’autre, treize missions pouvant également être jouées en coopérations. Le jeu se distingue des jeux de tir à la première personne classiques en ne permettant au joueur de ne transporter qu’une seule arme, celle-ci bénéficiant cependant de plusieurs modes de tirs différents.

## Accueil
| Codename: Outbreak    |      |        |
| Média                 | Pays | Notes  |
| Eurogamer             | US   | 7/10   |
| Gamekult              | FR   | 6/10   |
| Game Revolution       | US   | D+     |
| GameSpot              | US   | 54 %   |
| Jeuxvideo.com         | FR   | 13/20  |
| Compilations de notes |      |        |
| GameRankings          | US   | 62.7 % |
| Metacritic            | US   | 55 %   |